# Ахметшин, Хасан Мубаракович
Ахметшин Хасан Мубаракович (1 января 1920, деревня Туенбаш Кукморского района Татарской АССР — 26 декабря 2017, Москва) — советский и российский учёный-правовед, специалист по уголовному праву, доктор юридических наук, профессор, заслуженный юрист РСФСР, заслуженный деятель науки Российской Федерации, полковник юстиции в отставке.

## Биография
В 1945 году окончил Военно-юридическую академию Красной Армии, в 1952 году — адъюнктуру Военно-юридической академии Красной Армии. Более 40 лет прослужил в Вооруженных Силах страны. Награждён орденами «Красной Звезды», «За службу Родине в ВС СССР III степени», медалями «За боевые заслуги», «За победу над Германией в ВОВ 1941-45 гг.», «Ветеран Вооруженных Сил СССР» и др.
С 1952 года находился на преподавательской работе на кафедре уголовного права Военного университета (Военно-политической академии, Военного института Министерства обороны, Военной академии экономики, финансов и права). Преподаватель, старший преподаватель, профессор Военного института, Военной академии экономики, финансов и права, а затем и Военного университета Министерства обороны. На протяжении более 60 лет Хасан Мубаракович трудится на кафедре уголовного права Военного университета. Автор свыше 160 научных работ.
В 1952 году он защитил диссертацию на соискание ученой степени кандидата юридических наук на тему «Уголовная ответственность военнослужащих за разглашение государственной и военной тайны». В 1975 году защитил диссертацию на соискание ученой степени доктора юридических наук на тему «Основные вопросы теории советского военно-уголовного законодательства и практики его применения».
Подготовил 8 кандидатов юридических наук, трое из которых стали докторами юридических наук, двое — профессорами. В числе подготовленных им кандидатов юридических наук два офицера Монгольской народной армии, один из которых в последующем стал Министром Обороны МНР, доктором юридических наук. За оказание помощи в подготовке научно-педагогических кадров и в формировании военно-юридической школы в МНР награждён государственными наградами этой страны.
Профессор Х.М. Ахметшин является авторитетом в области военно-юридического образования, крупным ученым, одним из основателей широко известной научной школы, крупным специалистом в области военно-уголовного законодательства Российской Федерации. По данной проблематике в разные годы им опубликованы работы: «Советское военно-уголовное законодательство» (1972 г.), «Квалификация воинских преступлений» (1977 г.), «Совершенствование законодательства об уголовной ответственности за воинские преступления» (1985 г.) и др. Он является одним из авторов многих комментариев к уголовному кодексу России и Закону СССР об уголовной ответственности за воинские преступления 1958 г.
Результаты его исследований на протяжении длительного времени оказывают существенное влияние на формирование практики применения уголовного законодательства органами военной юстиции. Разработанные за последние 5 лет при активном участии Х.М. Ахметшина учебники «Уголовное право Российской Федерации. Преступления против военной службы» (1999 г.), «Преступления против военной службы» (2002 г.), «Военно-уголовное законодательство Российской Федерации. Научно-практический комментарий» (2004 г.) являются единственными в стране оригинальными изданиями для подготовки специалистов для органов военной юстиции. Эти труды активно используются в качестве базовых учебников при обучении военных юристов практически во всех странах СНГ. В 2000 г. им опубликована книга «Современное уголовное законодательство КНР» — первый в нашей стране и за рубежом труд по этой проблеме, который получил высокую оценку среди научной общественности России и других стран. Результаты научных исследований профессора Х.М. Ахметшина нашли своё воплощение в Уголовном кодексе Российской Федерации 1996 г., одним из разработчиков которого он являлся. Свыше 10 лет он являлся членом Научно-консультативного совета при Верховном Суде Российской Федерации.
Скончался 26 декабря 2017 года. Похоронен на Даниловском мусульманском кладбище в Москве .

## Личные воспоминания
Вот как вспоминает о своей жизни Хасан Мубаракович:
«Родился я в 1920 г. в Татарстане, в многодетной бедной крестьянской семье. Мать свою я не помню, так как умерла она вскоре после моего рождения. Отец — Мубаракша Ахметшин был глубоко верующим мусульманином, строго соблюдал требования исламской религии. В таком же духе он воспитывал своих семерых детей, добиваясь, чтобы они выросли честными, добросовестными людьми, с уважением относились к старшим, не позволяли себе дурные поступки. Умер отец в 1967 г. в возрасте 76 лет.
Я в 1927 г. пошёл учиться в деревенскую начальную школу 4-х летнего обучения. Семилетнюю неполную среднюю школу окончил в деревне Маскары в восьми километрах от моей родной деревни.
После этого поступил в 8 класс средней школы в районном центре в поселке Кукмор, расположенном примерно в 100 километрах от города Казань. За время летних каникул правлением колхоза привлекался к работе по обеспечению постоянной отчетности о ходе уборки урожая.
Во всех трёх школах считался одним из наиболее успевающих учеников, особенно увлекался математикой и изучением татарской литературы, чтением произведений её классиков.
В связи с весьма ограниченными материальными возможностями родителей и большим количеством детей в семье после окончания 8 классов мне пришлось прекратить учёбу в школе и начать самостоятельную трудовую деятельность. На протяжении трех лет в районном центре я проработал в различных учреждениях. В этот же период, став комсомольцем, членом райкома комсомола, принимал активное участие в комсомольской работе, начал заниматься активной общественной работой.
Летом 1938 г. по рекомендации райкома комсомола и районного прокурора я был направлен на учёбу в Казанскую юридическую школу в связи с тем, что там студентам выплачивали стипендию в значительно большем объёме по сравнению со стипендией в институтах и техникумах.
Юридическую школу я окончил круглым отличником и осенью 1939 г. был утвержден народным судьей Юдинского района ТАССР (в настоящее время Юдинский район является частью города Казани).
Проработав народным судьей в течение одного года, в сентябре 1940 г. был призван на военную службу, для её прохождения был направлен в Забайкальский военный округ.
Военную службу начал рядовым стрелкового полка в Читинской области. Перед началом Великой Отечественной войны был направлен на учёбу на курсы младших политруков в г. Иркутск. После окончания курсов получил воинское звание младшего политрука и был назначен секретарем Политотдела Сретенского пехотного училища Забайкальского военного округа. Весной 1942 г. Политуправлением ЗабВО был направлен на учёбу в Военно-юридическую академию, которая в то время находилась в г. Ашхабаде. Академию окончил в Москве в июле 1945 г. и был назначен членом Военного трибунала Алма-Атинского гарнизона, где в качестве военного судьи прослужил до февраля 1949 г. В марте 1949 г. поступил в адъюнктуру Военно-юридической академии и в мае 1952 г. защитил диссертацию на соискание ученой степени кандидата юридических наук. С этого момента занимаюсь педагогической деятельностью в высших военно-учебных заведениях».

## Награды
Награждён 2 орденами, 16 медалями СССР, в том числе:
- Орден «Красной Звезды» (1956 г.)
- Орден «За службу Родине в Вооружённых Силах СССР III ст.» (1976 г.)
- Медаль «За боевые заслуги»
- Медаль «За Победу над Германией»
- Медаль «Ветеран Вооружённых Сил СССР»

## Основные труды
Профессор Х.М. Ахметшин является автором свыше 200 научных работ, среди них:
- «Советское военно-уголовное законодательство» (М., 1972 г.);
- «Квалификация воинских преступлений» (М., 1977 г.);
- «Совершенствование законодательства об уголовной ответственности за воинские преступления» (М., 1985 г.);
- «Уголовное право Российской Федерации. Преступления против военной службы» (М., 1999 г.);
- «Преступления против военной службы» (М., 2002 г.);
- «Военно-уголовное законодательство Российской Федерации. Научно-практический комментарий» (М., 2004 г.);
- «Военно-уголовное право» (М., 2008 г.);
- «Избранные труды» (М., 2011 г.).